# 樊志涌
樊志涌（1840年—1922年），滿族，正白旗，世居北京。八卦掌傳人，董海川弟子，在董海川墓志铭中排名第27。

## 生平
樊志涌酷愛武術，他的啓蒙老師是靜空方丈，是北京東直門外朝陽寺主持。樊志涌向靜空方丈學習少林拳，苦練十餘年。十八般武器樣樣精通。靜空大師臨終前還傳給他“易筋經”，是一種將意識、呼吸、動作三者結合進行習練的功法。靜空長老圓寂後，樊志涌經何五介紹到肅王府，帶藝拜董海川為師習八卦掌。藝成之後，功力渾厚，精散打，善實戰。疾惡如仇。人送綽號“樊瘋子”，又因其家叔伯弟兄十人，樊志涌最小，所以他又名“樊十”。
樊志涌曾應師兄弟劉寶珍之邀請帶家屬一同去固安縣，並在那裏居住三年。其女樊鳳蘭當時14歲，曾親眼目睹父親掌擊匪首“黑騾子”於西紅寺。
盧景貴編著的《曹氏八卦掌全譜》在董海川傳中寫道：“徒中最有名者為尹福、程廷華、馬維祺、宋長榮、劉鳳春及樊瘋子六人”。樊志涌學藝期間，曾被董海川專留在肅王府練功四十九日，傳授佛道兩家之功法“無極八卦掌”，也叫“內圈八卦掌”，內圈八卦掌後來又稱作「樊派八卦掌」。

## 弟子
樊志涌擇徒比較嚴格，弟子不多，樊志涌所傳弟子有：甯洪亮、李子燕、紮力芬、敖慶華、陶永福、石慶生、女兒樊鳳蘭、女婿王志等。